# Arrancamiento de uñas
El arrancamiento de uñas, o desuñar, es la extracción de las uñas de los dedos de manos y/o pies, ya sea como accidente, como procedimiento médico para tratar infecciones graves de las uñas o como método de tortura.

## Consecuencias para la salud
Las uñas extirpadas son capaces de volver a crecer con normalidad a lo largo de varios meses si la matriz ungueal se deja intacta mediante extracción quirúrgica. Sin embargo, si la matriz resulta dañada por un traumatismo, puede producirse un crecimiento excesivo del tejido del pliegue ungueal proximal, con la consiguiente formación de pterigión. En particular, si la matriz ungueal se quema con un instrumento caliente, el crecimiento posterior puede producir uñas rayadas, finas o rotas en segmentos longitudinales.

## Historia del uso como tortura
La tortura de arrancamiento de uñas encontró aplicación durante el genocidio armenio de la década de 1910. El Protocolo de Estambul de las Naciones Unidas describe como formas de tortura la extirpación de uñas y la introducción de objetos como alambres bajo las uñas. 
Tras el referéndum republicano de Italia de 1946, después de la Segunda Guerra Mundial, los esfuerzos por procesar a los antiguos funcionarios del gobierno fascista por colaboracionismo y crímenes de guerra dieron lugar a la diferenciación legal entre los conceptos de brutalidad normal, brutalidad cruel y brutalidad especialmente cruel. Sólo en el caso de brutalidad especialmente cruel se rechazaría la amnistía del acusado. Por lo general, se consideraba que el enjuiciamiento entraba dentro de las dos primeras categorías, ya que para que una brutalidad se considerara especialmente cruel, tenía que "horrorizar incluso a quienes están familiarizados con la tortura".

## Uso moderno

### Cuba
Cartas enviadas desde la cárcel por la disidencia cubana han denunciado el método de tortura, declarando que madres e hijas son torturadas en celdas adyacentes para ser escuchadas.

### Irán
De acuerdo con un informe de Amnistía Internacional de 2020, entre los métodos de tortura contra detenidos durante las protestas en el país de 2019 se ha encontrado el arrancamiento de las uñas.

### Nicaragua
Bajo el gobierno de Daniel Ortega, los presos políticos de Nicaragua han sido sometidos a torturas, incluyendo el arrancamiento de uñas.

### Siria
Detenidos por el régimen de Bashar al-Ásad han denunciado que se les han arrancado las uñadas durante su reclusión.

### Venezuela
A la activista venezolana Ángela Expósito se le han arrancado las uñas desde su detención, en 2018 y durante el gobierno de Nicolás Maduro, entre otros métodos de tortura. La Misión Internacional Independiente de Investigación sobre Venezuela documentó que el teniente coronel Franklin Caldera, detenido en 2019, fue sometido a varios métodos de tortura, entre ellos cortes e inserción de agujas bajo las uñas de las manos. El 3 de noviembre de 2022, colectivos progubernamentales atacaron y le arrancaron las uñas a cuatro estudiantes de la Universidad de los Andes que protestaban contra la visita a Mérida de Diosdado Cabello, vicepresidente del Partido Socialista Unido de Venezuela (PSUV).

## En la cultura popular
Algunas películas incluyendo arrancamiento de uñas:[cita requerida]
- Tierra de armarios, 1991
- District 9, 2009
- The Gray Man, 2022
- Pathaan, 2023